# Sabotin
Sabotin (italijansko Sabotino, furlansko: Mont di San Valantin) je 609 metrov visok hrib nad Novo Gorico oziroma Solkanom, na meji med Slovenijo in Italijo. Ob njegovem vznožju stoji sloviti Solkanski most čez reko Sočo, predvsem pa je Sabotin poznan po napisu »Naš Tito«.
Italijani so v odgovor na napis, ki je bil že večkrat predmet polemik in fizičnih spreminjanj, na vrhu Sabotina namestili tri luči, ki ponoči svetijo v barvah italijanske trobojnice.

## Zgodovina
V Prvi svetovni vojni je preko njega potekala Soška fronta in je bil v ta namen močno prekopan. Sprva je bil v rokah avstroogrskih braniteljev, avgusta leta 1916 pa je z zavzetjem Gorice padel v italijanske roke.

## Sabotinska cesta
Preko Sabotina od leta 1985 vodi meddržavna Sabotinska cesta v Goriška brda, delno je speljana tudi po italijanskem ozemlju, kar je bilo mdr. dogovorjeno z Osimskimi sporazumi desetletje prej, ko je Jugoslavija v zameno odstopila Italiji nekaj ozemlja, tako da meddržavna meja poteka po vrhu Sabotina.